# Часослов Ротшильда
«Часослов Ротшильда» — фламандский иллюминированный часослов, выполненный около 1500—1520 гг. несколькими художниками.
Манускрипт состоит из 254 пергаментных листов с размером страницы 228 × 160 мм. В свое время он хранился в Австрийской национальной библиотеке в Вене под названием Codex Vindobonensis Series Nova 2844. В 1999 году манускрипт был продан на аукционе за рекордную стоимость. В 2014 году был приобретён австралийским бизнесменом Керри Стоуксом на аукционе Christie’s и выставлен в Национальной библиотеке Австралии.

## Иллюстрации

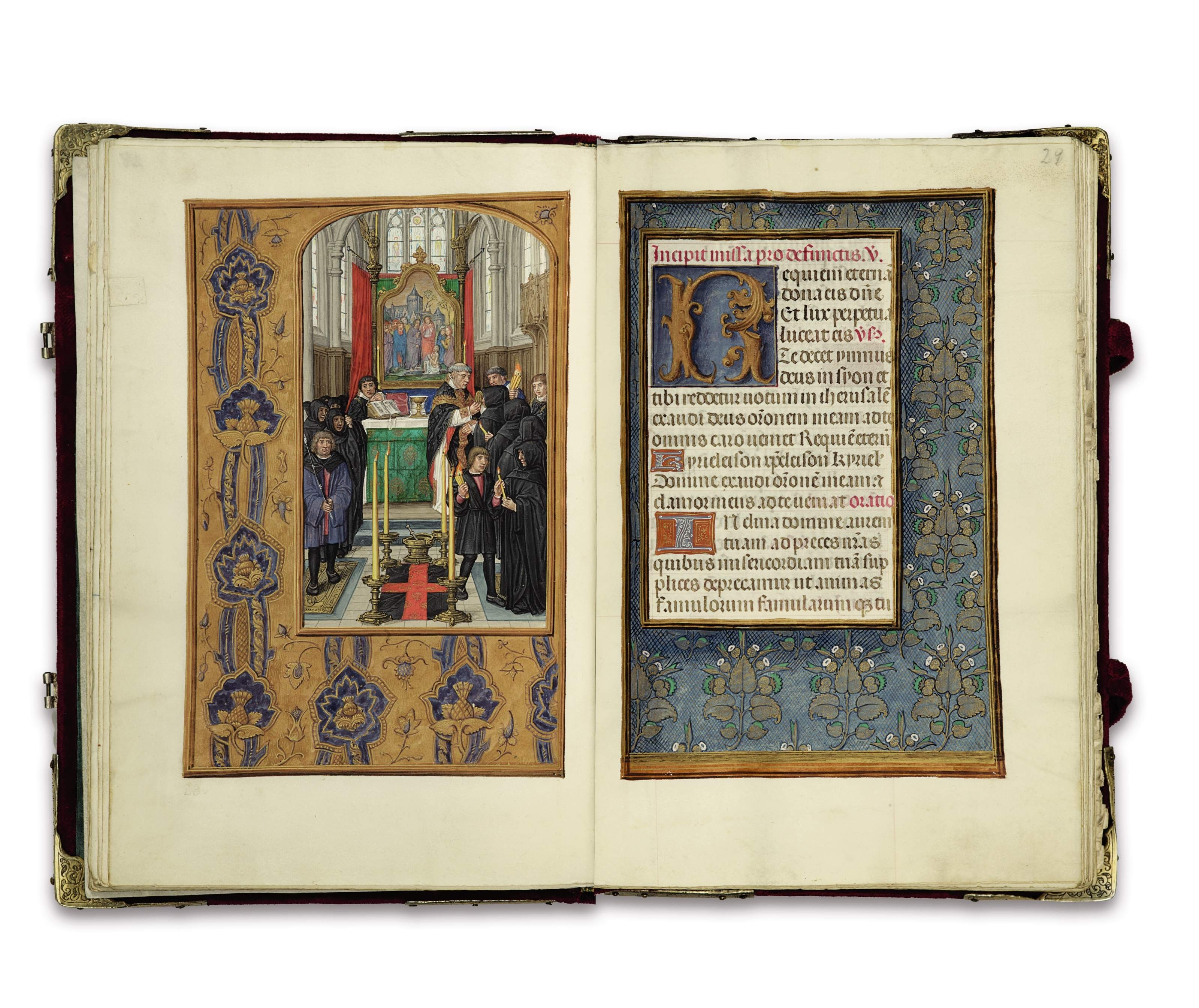
Разворот часослова. Слева — заупокойная месса

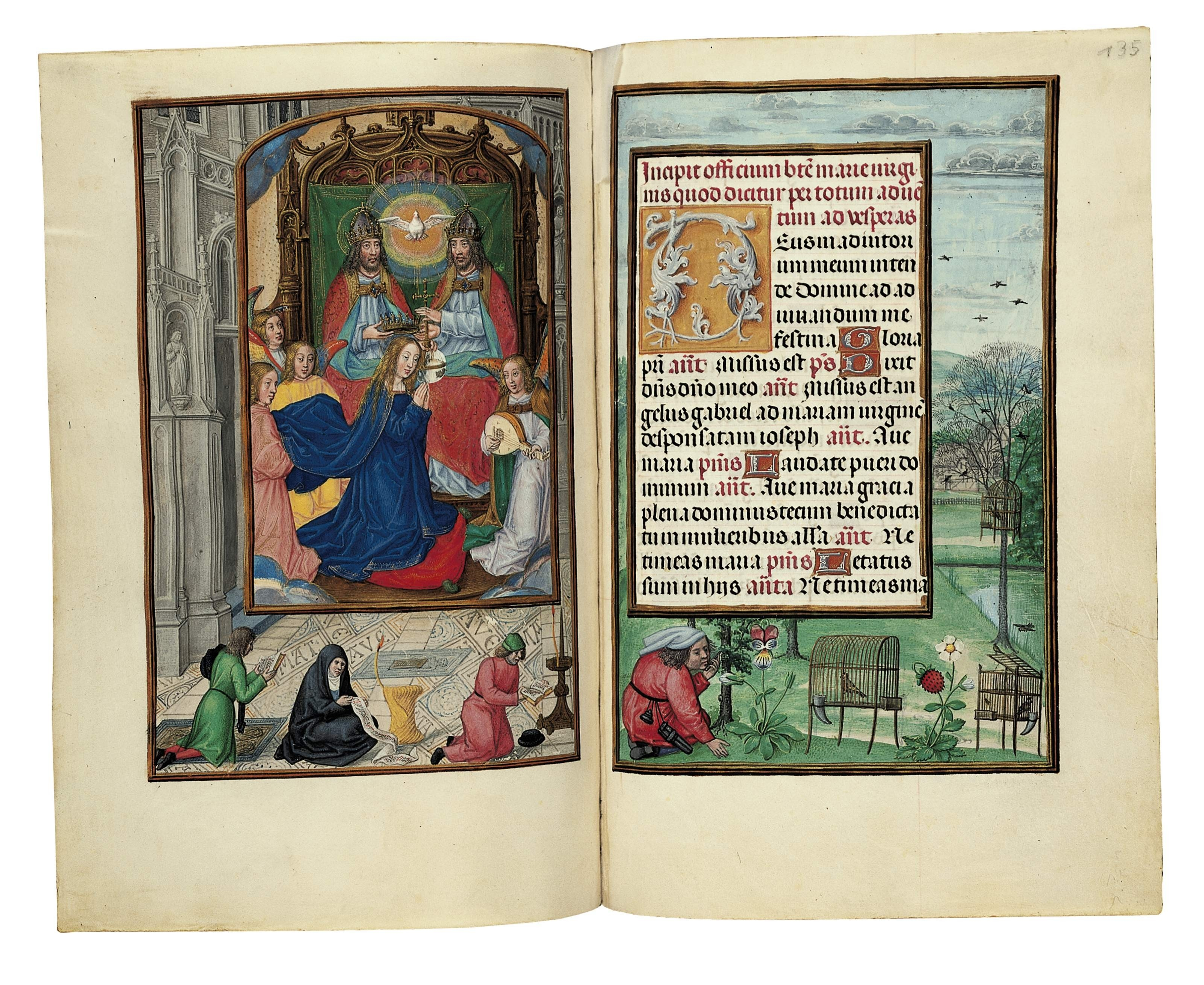

Манускрипт состоит из иллюстраций нескольких ведущих миниатюристов последнего расцвета гентско-брюггской школы фламандской иллюминации, которые также сотрудничали при создании Бревиария Гримани, Часослова Спинолы (Малибу) и других крупных рукописей этих лет. Большинство из 67 крупных миниатюр выполнены Мастером первого молитвенника Максимилиана и Герардом Хоренботом или Мастером Якова IV Шотландского (это два имени, вероятно, одного и того же художника). Другие миниатюры принадлежат Герарду Давиду или ученику, работавшему в его стиле, а также две миниатюры Симона Бенинга и другие работы других мастеров.
На страницах манускрипта широкие поля, многие из которых украшены цветами и другими предметами и диковинами, а также несколько полей с имитацией бронзы, выполненной методом тромплёй. Другие поля обрамляют миниатюру иллюзорно раскрашенными растительными узорами. На некоторых страницах одна сцена изображена в виде обрамлённой вставки внутри другой, более крупной. 140 страниц, более половины всей книги, имеют значительное оформление около текста. В календаре в нижней части страниц изображены сцены Календарного цикла. Как в случае других богато иллюминированных рукописи, работа над ним, вероятно, велась в течение длительного времени.

## История

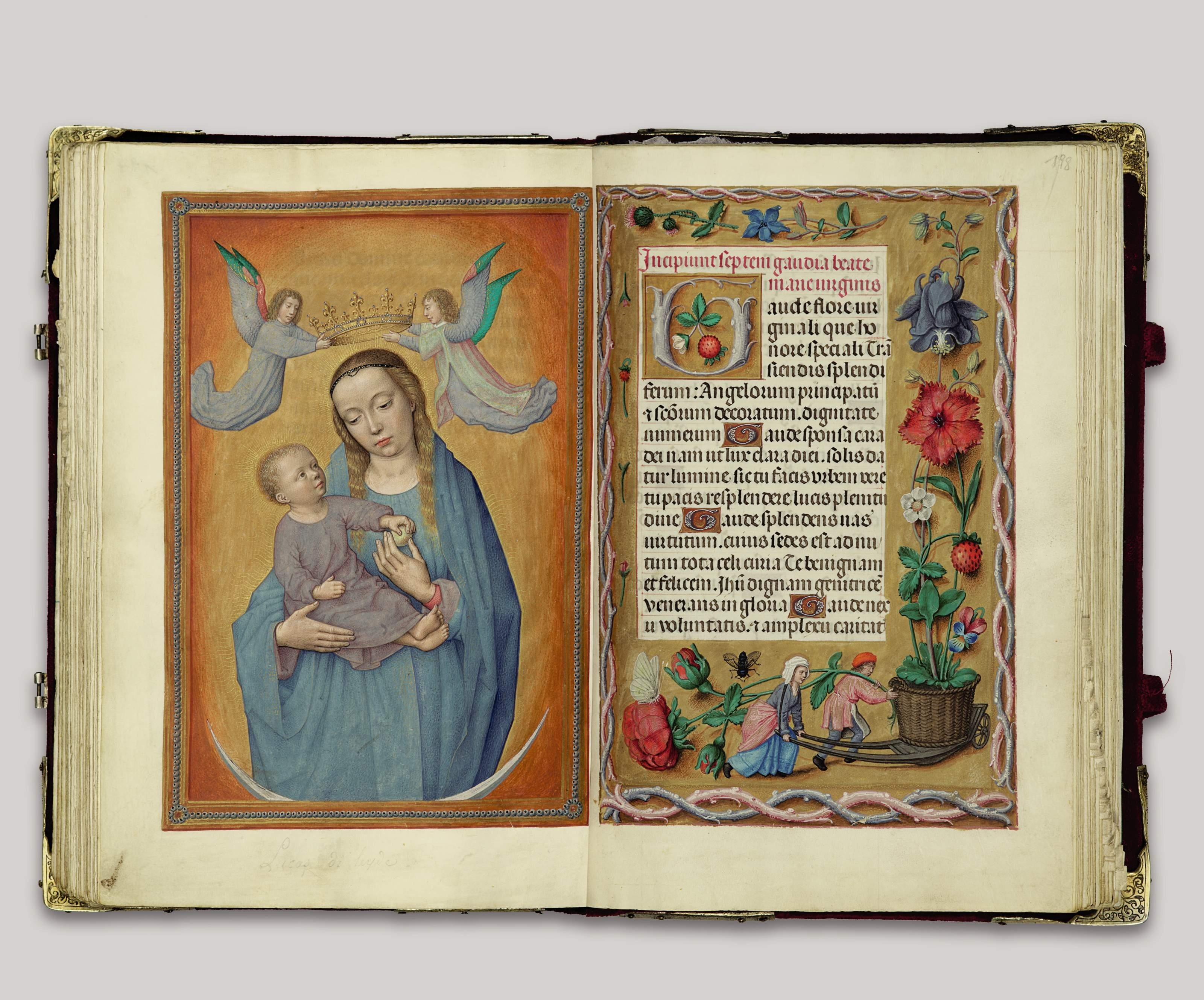
Дева Мария с младенцем. Считается работой Герарда Давида, одна из немногих миниатюр, приписываемых ему

Ранняя история манускрипта неясна, и её первоначальный владелец неизвестен, хотя он был очень состоятельным человеком. Эта особенность характерна для нескольких важных рукописей поздней гентско-брюггской школы, где, как правило, геральдические символы и портреты владельцев большинства роскошных манускриптов отсутствуют.
Книга содержит дополнительные тексты месс и молитв, помимо тех, что обычно встречаются в часословах, содержит характерные элементы, которые связывают её с монастырём картезианцев, расположенным недалеко от Брюгге. К 1500 году печатные часословы в значительной степени вытеснили рукописные, за исключением таких роскошных книг, как эта, которые были доступны только высшей знати и королевским особам. В XVI веке рукопись принадлежала княжескому роду Виттельсбахов, затем попала в Палатинскую библиотеку пфальцграфов в Гейдельберге. Библиотека была подарена Максимилианом Баварским папе Григорию XV после завоевания Гейдельберга протестантами. После закрытия Палатинской библиотеки в 1623 году следы рукописи теряются, пока в конце XIX в. она не попала в коллекцию венской ветви семьи Ротшильдов.
Книга была конфискована у Луи Натаниэля фон Ротшильда сразу после аншлюса Австрии Германией в марте 1938 года. После окончания Второй мировой войны новое австрийское правительство, используя законодательство, запрещающее вывоз культурно значимых произведений искусства, оказало давление на Ротшильдов, заставив их «подарить» австрийским музеям большое количество произведений, в том числе и часослов, который был передан в Национальную библиотеку. В обмен семья получила разрешение на вывоз других произведений. Под международным давлением в связи с этим и подобными спорами правительство Австрии в 1999 году вернуло книгу и другие произведения искусства семье Ротшильдов.
Книга была продана баронессой Беттиной Ротшильд на аукционе Christie’s в Лондоне 8 июля 1999 года за 8 580 000 фунтов стерлингов (13 400 000 долларов США в ценах того года), что стало мировым рекордом аукционной цены за иллюминированный манускрипт. Часослов был вновь выставлен на продажу на аукционе Christie’s в Нью-Йорке 29 января 2014 года и ушёл за 8 195 783 фунта стерлингов ($13 605 000) сохранив аукционный рекорд для иллюминированной рукописи.
Покупатель оставался неизвестным до сентября 2014 года, когда в эфире австралийской телепрограммы Sunday Night было сообщено, что его приобрел Керри Стоукс, австралийский бизнесмен, миллиардер и владелец телеканала Seven Network, на котором выходит Sunday Night. Часослов является частью коллекции Стоукса в Перте и был передан для экспонирования в Национальную библиотеку Австралии в Канберре.